# Шкала комы Глазго
Шкала комы Глазго (ШКГ, Глазго-шкала тяжести комы, The Glasgow Coma Scale, GCS) —  шкала для оценки нарушения сознания и комы детей старше 4 лет и взрослых. Шкала была опубликована в 1974 году профессорами нейрохирургии Грэхэмом Тиздейлом и Б. Дж. Дженнетт Института Неврологических наук Университета Глазго. 
Шкала состоит из трёх тестов, оценивающих реакцию открывания глаз (E), а также речевые (V) и двигательные (M) реакции. За каждый тест начисляется определённое количество баллов. В тесте открывания глаз от 1 до 4, в тесте речевых реакций от 1 до 5, а в тесте на двигательные реакции от 1 до 6 баллов. Таким образом, минимальное количество баллов — 3 (глубокая кома), максимальное — 15 (ясное сознание).

## Начисление баллов
Баллы начисляются за наилучшее наблюдение в процессе осмотра (англ. best response).
|                                          | 1              | 2                                                                       | 3                                                                     | 4                                      | 5                                                           | 6                                        |
| Открывание глаз (E, Eye response)        | Не открывает   | Открывает, как реакция на болевое раздражение                           | Открывает, в ответ на голос                                           | Открывает самопроизвольно, наблюдает   | N/A                                                         | N/A                                      |
| Речевая реакция (V, Verbal response)     | Никаких звуков | Издаёт звуки, но не слова                                               | Произносит отдельные слова                                            | Произносит фразы, но речь бессвязная   | Ориентирован, быстрый и правильный ответ на заданный вопрос | N/A                                      |
| Двигательная реакция (M, Motor response) | Не двигается   | Патологическое разгибание в ответ на боль (децеребрационная ригидность) | Патологическое сгибание в ответ на боль (декортикационная ригидность) | Бессмысленные движения в ответ на боль | Локализует боль, пытается её избежать                       | Выполнение движений по голосовой команде |

### Открывание глаз (E, Eye response)
- Произвольное — 4 балла
- Как реакция на вербальный стимул — 3 балла
- Как реакция на болевое раздражение — 2 балла
- Отсутствует — 1 балл

### Речевая реакция (V, Verbal response)
- Больной ориентирован, быстрый и правильный ответ на заданный вопрос — 5 баллов
- Больной дезориентирован, спутанная речь — 4 балла
- Словесная окрошка, ответ по смыслу не соответствует вопросу — 3 балла
- Нечленораздельные звуки в ответ на заданный вопрос — 2 балла
- Отсутствие речи — 1 балл

### Двигательная реакция (M, Motor response)
- Выполнение движений по команде — 6 баллов
- Целенаправленное движение в ответ на болевое раздражение (отталкивание) — 5 баллов
- Отдёргивание конечности в ответ на болевое раздражение — 4 балла
- Патологическое сгибание в ответ на болевое раздражение — 3 балла
- Патологическое разгибание в ответ на болевое раздражение — 2 балла
- Отсутствие движений — 1 балл

## Детская шкала комы
Для детей младше 4-х лет подобна шкале для взрослых за исключением оценки вербального ответа.

#### Открывание глаз (E, Eye response)
- Произвольное — 4 балла
- Как реакция на голос — 3 балла
- Как реакция на боль — 2 балла
- Отсутствует — 1 балл

#### Речевая реакция (V, Verbal response)
- Ребёнок улыбается, ориентируется на звук, следит за объектами, интерактивен — 5 баллов
- Ребёнка при плаче можно успокоить, интерактивность неполноценная — 4 балла
- При плаче успокаивается, но ненадолго, стонет — 3 балла
- Не успокаивается при плаче, беспокоен — 2 балла
- Плач и интерактивность отсутствуют — 1 балл

#### Двигательная реакция (M, Motor response)
- Выполнение движений по команде — 6 баллов
- Целенаправленное движение в ответ на болевое раздражение (отталкивание) — 5 баллов
- Отдёргивание конечности в ответ на болевое раздражение — 4 балла
- Патологическое сгибание в ответ на болевое раздражение (декортикация) — 3 балла
- Патологическое разгибание в ответ на болевое раздражение (децеребрация) — 2 балла
- Отсутствие движений — 1 балл

## Интерпретация полученных результатов
Изначально, шкала разрабатывалась как инструмент динамической оценки глубины и продолжительности угнетения сознания и комы. Однако в настоящее время большинство клиницистов стремятся спроецировать спектр измененного сознания на вариацию таких терминов как кома, сопор, оглушение, ступор и другие. Все эти термины клинически остаются расплывчатыми и неясными, в результате чего возникает задержка в выявлении клинических изменений, предотвратимой заболеваемости и смертности. Подобная оценка является основой, препятствующей получению надежных выводов о состоянии пациента. Ввиду этого уместным является следующая интерпретация степени повреждения мозговых структур:
- 13—15 баллов — легкое повреждение;
- 9—12 баллов — повреждение средней тяжести;
- 3—8 — тяжелое повреждение.

Тем не менее, в русскоязычной литературе принято сопоставлять баллы по шкале комы Глазго с классификацией нарушений сознания А. Н. Коновалова и Т. А. Доброхотовой, созданной в процессе обследования больных с ЧМТ. Здесь выделяется 7 уровней состояния сознания: сознание ясное, оглушение умеренное и глубокое, сопор, кома умеренная, глубокая и терминальная.
- 15 баллов — сознание ясное;
- 14—13 баллов — умеренное оглушение;
- 12—10 баллов — глубокое оглушение;
- 9—8 баллов — сопор;
- 7—6 баллов — умеренная кома;
- 4—5 баллов — глубокая кома;
- 3 балла — терминальная кома.